# Punta Pariñas
A Punta Pariñas localiza-se ao noroeste do Peru e é o ponto mais ocidental da América do Sul. Os outros pontos extremos do continente sul-americano são: ao leste, a Ponta do Seixas (no Brasil), ao sul, o Cabo Horn (no Chile) e, ao norte, a Punta Gallinas (Colômbia).